# Trididemnum cyclops
Trididemnum cyclops är en sjöpungsart som beskrevs av Wilhelm Michaelsen 1921. Trididemnum cyclops ingår i släktet Trididemnum och familjen Didemnidae. Inga underarter finns listade i Catalogue of Life.